# Neuengland-Hurrikan (1938)
Der Neuengland-Hurrikan von 1938 (im englischen Sprachraum: New England Hurricane of 1938 oder Great New England Hurricane oder oft Long Island Express oder einfach The Great Hurricane of 1938) war der erste schwere Hurrikan, der nach 1869 auf Neuengland getroffen ist. Der Sturm bildete sich im September 1938 in der Nähe der westafrikanischen Küste. Der stärkste Hurrikan der Atlantischen Hurrikansaison 1938 erreichte die Stärke eines Kategorie-5-Hurrikans der Saffir-Simpson-Hurrikan-Windskala und zog als schwerer Hurrikan der Kategorie 3 am 21. September über Long Island hinweg. Durch die Auswirkungen des Hurrikans wurden zwischen 682 und 800 Menschen getötet, mehr als 57.000 Häuser wurden beschädigt oder zerstört. Der Sachschaden wurde auf 306 Millionen US-Dollar (5,89 Milliarden US-Dollar in heutigen Preisen) geschätzt. Noch 1951 waren in den betroffenen Gebieten die Schäden an Bäumen und Gebäuden sichtbar. Der Hurrikan ist bis heute der stärkste, der schadensreichste und am meisten Opfer verursachende Hurrikan in der Geschichte Neuenglands.

## Hintergrund
Vor der Hurrikansaison 1938 hatte mehrere Jahrzehnte lang kein Hurrikan wesentliche Schäden im Bereich des Nordabschnittes der Ostküste der Vereinigten Staaten angerichtet. In der Geschichte gab es jedoch mehrere schwere Hurrikane, die den Nordosten trafen, wenn auch mit einer weitaus niedrigeren Frequenz, als dies im Golf von Mexiko, in Florida oder bei den südöstlichen Bundesstaaten der Fall ist.
- Die Great September Gale of 1815 (der Begriff Hurrikan war zu jener Zeit noch nicht üblich im allgemeinen Sprachgebrauch) traf als Kategorie-3-Hurrikan direkt auf New York City, verursachte dort weitreichende Schäden und schuf einen Meeresarm, der die auf Long Island liegenden Orte Rockaways und Long Beach auf zwei verschiedenen Barrierinseln enden ließ.
- Der Norfolk-und-Long-Island-Hurrikan 1821 war ein Kategorie-4-Hurrikan, der nach und nach in Virginia, New Jersey, New York und im Süden Neuenglands insgesamt viermal die Küstenlinie querte. Der Sturm sorgte in Manhattan für die bisher höchste aufgezeichnete Sturmflut – fast vier Meter – und verwüstete die landwirtschaftlich genutzten Gebiete Long Islands und des südlichen Neuenglands schwer.
- Die Saxby Gale von 1869 wirkte sich auf Gebiete im Norden Neuenglands aus. Sie erodierte die Küste Maines und der kanadischen Outer Banks. Dieser Sturm war der letzte schwere Hurrikan, der Neuengland vor 1938 traf.
- Der New-York-Hurrikan von 1893 war ein Kategorie-2-Sturm und traf direkt auf die Stadt. Die Sturmflut entfernte das Seebad Hog Island von der Landkarte Long Islands.

Der Nordosten der Vereinigten Staaten erlebte in den Jahren zwischen 1893 und 1938 einen erheblichen demographischen Wandel, da viele Einwanderer aus Europa kommend sich in den Städten New Yorks und Neuenglands niederließen. Diese Menschen wussten wenig oder gar nichts über tropische Wirbelstürme. Die meisten Menschen jener Zeit verbanden Hurrikane mit den wärmeren Gebieten an der Golfküste und die südliche Atlantikküste, nicht aber die eigentlich kälteren Gewässer vor New York und Neuengland. Die einzigen tropischen Systeme, die sich in diesem Gebiet auswirkten, waren schwache Restsysteme. Viel gewöhnlicher waren die Nor’easter, starke Tiefdruckstürme, die vor allem im Herbst und Winter auftraten. Obwohl diese Windgeschwindigkeiten erreichen, die denen von tropischen Wirbelstürmen ähnlich sind, führen sie nicht zu starken Sturmfluten an den Küsten Neuenglands. Bis 1938 waren die meisten früheren tropischen Stürme weitgehend vergessen.

## Sturmverlauf

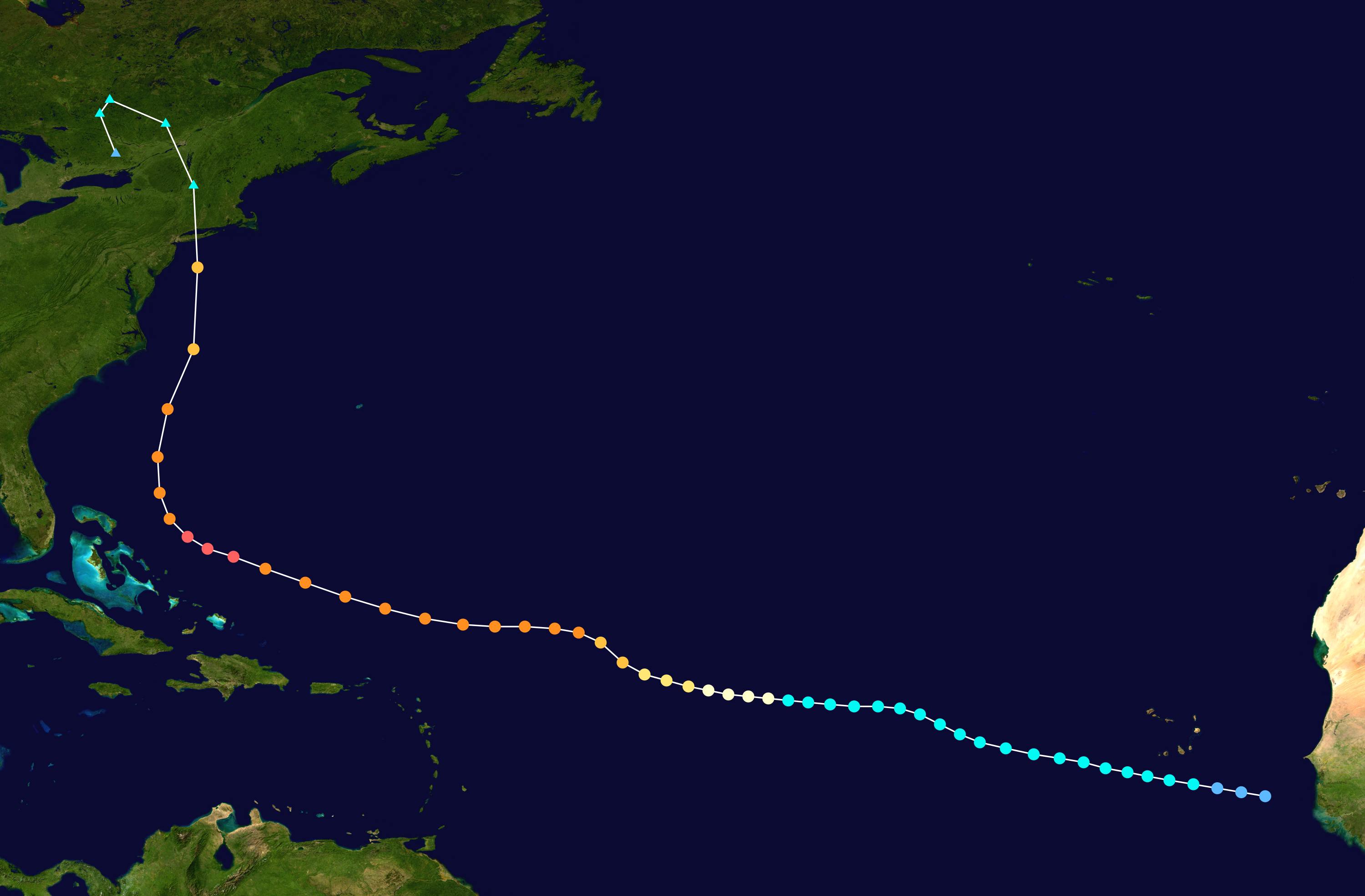
Zugbahn

Der Sturm wurde das erste Mal am 10. September südlich der Kapverden ausgemacht. Er gewann in den folgenden zehn Tagen stetig an Kraft hinzu und wanderte langsam in westnordwestlicher Richtung. Den Schätzungen zufolge erreichte der Hurrikan am 20. September östlich der Bahamas die Kategorie 5. Ein Tiefdrucktrog über den Appalachen lenkte den Hurrikan nordwärts, wodurch die Bahamas, Florida, die Carolinastaaten und die mittlere Atlantikküste verschont blieben. Gleichzeitig verhinderte ein Hochdruckgebiet nördlich von Bermuda, dass der Hurrikan ostwärts auf den offenen Atlantischen Ozean hinaus abdrehen konnte. Dadurch wurde der Hurrikan zwischen beiden Wettersystemen wirkungsvoll nach Norden gezwängt. Spät am 20. September führte diese Lage dazu, dass die Zuggeschwindigkeit des Hurrikans sich deutlich erhöhte. In den frühen Morgenstunden des 21. Septembers schwächte sich der Sturm, einige hundert Kilometer südöstlich von Cape Hatteras, North Carolina liegend, leicht ab. Gegen 8:30 EST lag der Hurrikan etwa 160 km östlich von Cape Hatteras und die Zuggeschwindigkeit hatte sich auf deutlich mehr als 80 km/h erhöht. Diese schnelle Vorwärtsbewegung verhinderte, dass der Hurrikan über den kühleren Gewässern ausreichend Zeit zur Abschwächung hatte, bevor er Long Island erreichte. In der Stunde von 9:00 Uhr EST an eilte der Hurrikan durch die Gewässer vor der Küste Virginias. Zwischen 12:00 und 14:00 Uhr EST erreichten die westlichen Ausläufer des Sturmes die Küsten New Jerseys und New York City. Zu diesem Zeitpunkt begann sich das Wetter auf Long Island und entlang der Südküste Neuenglands zu verschlechtern. Die volle Kraft der Hurrikans erreichte Long Island nach 14:00 Uhr, und das Auge traf um 15:30 Uhr bei Fire Island im Suffolk County auf Land. Um 16:00 Uhr hatte das Auge bereits den Long Island Sound überquert und gelangte bei New Haven, Connecticut zum zweiten Mal über Land. Moderne Analysen der Daten ergaben, dass der Hurrikan zu beiden Zeitpunkten die Kategorie 3 erreichte, mit maximalen Windgeschwindigkeiten von 190–205 km/h. Nach dem Erreichen der Küste Connecticuts zog der Hurrikan ins Landesinnere. Um 17:00 Uhr erreichte das Auge den Westen von Massachusetts und eine Stunde später Vermont. Sowohl Westfield, Massachusetts als auch Dorset, Vermont berichteten während der Passage des Auges von ruhigen Windverhältnissen und teilweisem Aufklaren, was für einen Neuenglandhurrikan eher ungewöhnlich ist. Als der Hurrikan weiter in den Norden Vermonts vorstieß, begann er, seine tropischen Eigenschaften zu verlieren. Immer noch mit Windgeschwindigkeiten in Orkanstärke erreichte der Sturm die kanadische Provinz Québec gegen 22:00 Uhr EST, während sich der Sturm zu einem nicht-tropischen Tiefdruckgebiet wandelte. Das nicht mehr tropische Resttief löste sich einige Tage später über dem Norden von Ontario auf.

## Auswirkungen
Der größte Teil der Sturmschäden wurden durch die Sturmflut und durch den Wind verursacht. In heutigen Preisen ist der Hurrikan einer der schadensreichsten, der auf das Festland der Vereinigten Staaten getroffen ist. Schätzungen in Bezug auf die heutige (2005) Siedlungsdichte und Wohlstandsquote gehen davon aus, dass ein vergleichbarer Hurrikan einen Sachschaden von 39,2 Milliarden US-Dollar (2005) verursachen würde.
Etwa 600 Menschen starben in Neuengland durch den Sturm, die meisten davon in Rhode Island und bis zu 100 Personen anderswo im Pfad des Hurrikans. Weitere 708 Personen wurden als verletzt gemeldet.
Außer Häusern, Farmen und Gewerbebetrieben wurden 26.000 Autos zerstört und 20.000 Strommasten umgeworfen. Der Sturm richtete auch große Schäden in den Wäldern des Nordostens der Vereinigten Staaten an. Die Zahl der umgestürzten Bäume in New York und Neuengland wurde auf zwei Milliarden Stück geschätzt. Überflutungen durch den mit dem Sturm verbundenen Niederschlag waren gering, da sich der Sturm sehr schnell bewegte; nur in wenigen kleinen Gebieten summierte sich der Niederschlag auf mehr als 250 mm.

### Maryland und Delaware
Die westliche Peripherie des Hurrikans brachte Starkregen und Windböen nach Delaware und den Südosten Marylands, doch der Schaden in diesen Gebieten war vermutlich gering.

### New Jersey
Auf der westlichen Seite des Hurrikans erreichten die Windgeschwindigkeiten an der Küste New Jerseys Sturmstärke, erzeugten hohe Wellen und eine Sturmflut. In Atlantic City zerstörte die Sturmflut einen Großteil der Strandpromenade. Außerdem wurden einige Küstenorte überflutet; in Wildwood stand das Wasser während des Höhepunktes des Hurrikans 90 cm hoch. Die stärkste Windbö in New Jersey wurde mit 112 km/h auf Sandy Hook gemessen.

### New York
New York City wurde durch den Hurrikan hart getroffen. Windgeschwindigkeiten von bis zu 120 km/h fegten durch Manhattan, so dass sich der auflaufende East River drei Straßenblöcke ins Stadtinnere ergoss. In der ganzen Stadt fiel der Strom aus. Selbst Brooklyn, Queens und das Nassau County auf dem westlichen Ende von Long Island erhielten starke Orkanwinde, obwohl sie auf der dem schwächeren Wind ausgesetzten Inselseite lagen.
Am meisten unter den Auswirkungen des Hurrikans zu leiden hatte der Osten von Long Island. Im Gebiet an der Dune Road in Westhampton Beach gab es 29 Todesopfer. Darunter die Besucher eines Kinos, das in den Atlantik gespült wurde. Fast zwanzig Besucher des Kinos und der Filmvorführer ertranken. Im Rest von Long Island wurden 21 weitere Opfer registriert. Durch die Sturmflut wurde Montauk vorübergehend zu einer Insel, da der südliche Arm der Insel bei Napeague überspült und die Gleise der Long Island Rail Road zerstört wurden.
Die Sturmflut veränderte auch die Sandbänke am Cedar Point Lighthouse, so dass die Insel mit dem heutigen Cedar Point County Park verbunden wurde. Sie schuf auch eine Meeresbucht, die heutige Shinnecock Inlet. Durch sie wurde ein großer Teil der Insel herausgeschnitten, die vorher die Shinnecock Bay vom Atlantischen Ozean trennte. Der Sturm riss auch die Kirchturmspitze des höchsten Gebäudes in Sag Harbor, der Old Whaler’s Church herunter. Der Kirchturm wurde nicht wieder aufgebaut. Auch der Wading River wurde stark in Mitleidenschaft gezogen.
In Greenport am nördlichen Arm von Long Island, zerstörte der Wind das Kino an der Front Street. In Brightwaters im Zentrum der Insel wurde das Auto eines Ehepaars von der Straße gerissen und in einen Kanal gespült, so dass die beiden Insassen ertranken.

### Rhode Island

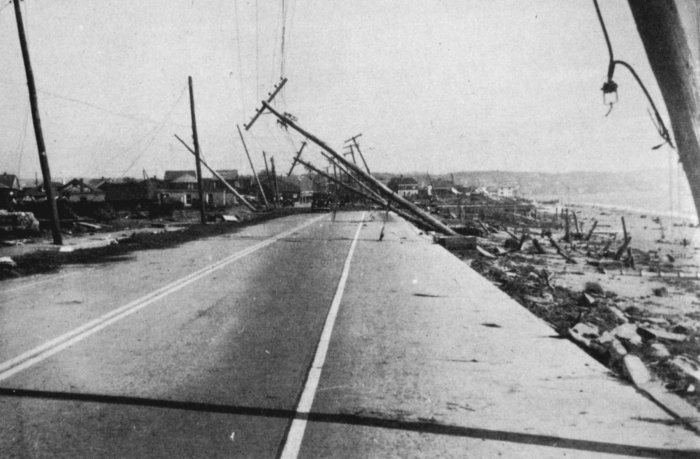
Schäden in Island Park, Rhode Island

Die Sturmflut traf um 15:50 Uhr auf Westerly, Rhode Island und tötete allein dort rund 100 Personen.
Die Flut war sowieso höher, weil die herbstliche Tag-und-Nacht-Gleiche mit dem Vollmond zusammentraf. Die Sturmflut erreichte an der Küste Long Islands und Connecticut eine Höhe von 4,2 bis 5,4 m sowie zwischen 5,4 und 7,5 m zwischen New London ostwärts bis zum Cape Cod. Besonders wild war die Sturmflut an der Küste von Rhode Island, wo hunderte von Sommerhäuschen ins Meer gespült wurden. Als die Sturmflut nordwärts in die Narragansett Bay drängte, staute sich das Wasser durch die Trichterform der Bucht, sodass das Wasser bei einem Pegelstand von 4,7 m über dem normalen Hochwasser in manchen Teilen von Providence mehrere Meter hoch stand. Einige Autofahrer ertranken in ihren Fahrzeugen. Teilweise eine Folge der wirtschaftlichen Schwierigkeiten durch die Weltwirtschaftskrise waren die Plünderungen von Geschäften im Stadtzentrum, oft noch bevor das Wasser sich vollständig zurückgezogen hatte.
Die Sturmflut war so mächtig, dass sie von seismographischen Instrumenten in Kalifornien und Alaska angezeigt wurde.
Viele Häuser und Bauwerke an der Küste und im Landesinnern wurden in der Zugbahn des Hurrikans zerstört. Ganze Strandortschaften an der Küste Rhode Island wurden ausgelöscht. Napatree Point, ein kleines Kap zwischen dem Atlantischen Ozean und der Little Narragansett Bay in der Nähe von Watch Hill, auf dem etwa vierzig Familien siedelten, wurde vollständig weggespült. Heute ist Napatree ein Naturschutzgebiet ohne menschliche Bewohner. Die einzigen Gebäude direkt an der Küste, die im Weg des Hurrikans lagen und den Sturm überstanden, waren die massiven großen Steinhäuser in Newport vor allem, weil diese großen Wohnsitze sich am Cliff Walk hoch über den Wellen befanden, obwohl The Breakers und Carey Mansion noch heute Spuren des Windes aufweisen.
Eines der tragischsten Ereignisse, die im Zusammenhang mit dem Sturm bekannt wurden, war das Schicksal von sieben Kindern, die starben, nachdem der Fahrer ihren Schulbus verlassen hatte. Dies geschah beim Versuch, einen schmalen Damm in Jamestown zu befahren, doch der Bus blieb stecken. Die Kinder verließen dann den Bus und bildeten eine Kette, um sich in Sicherheit zu bringen. Die Menschenkette riss und die Kinder wurden weggespült. Die Leichen der Kinder wurden später an verschiedenen Stellen den Narragansett Bay gefunden, nur zwei Kinder überlebten.
Einige Kilometer entfernt von Conanicut Island kam der Leuchtturmwärter Walter Eberle ums Leben, als der Leuchtturm von Whale Rock von den Wellen aus seiner Verankerung gerissen wurde. Seine Leiche wurde nie gefunden.

### Connecticut

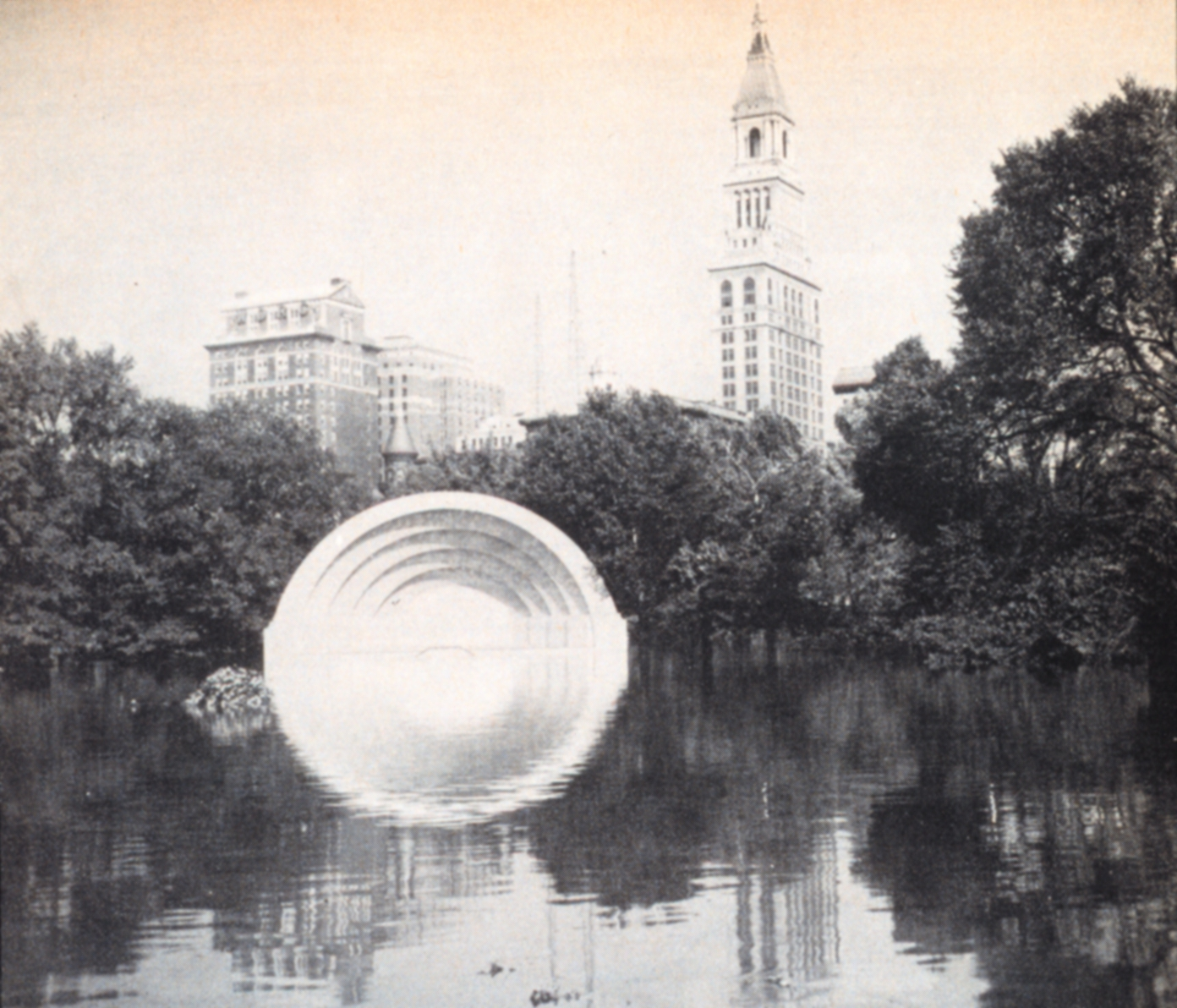
Überflutung im Bushnell Park in Hartford, Connecticut nach dem Hurrikan

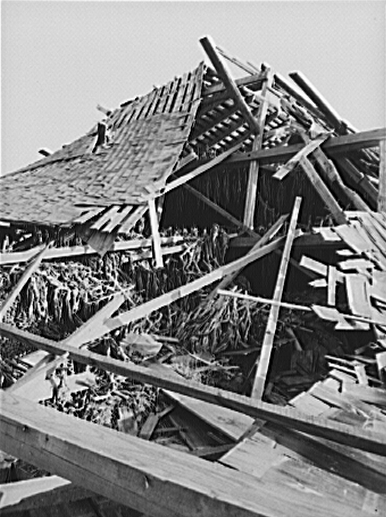
Tabakschuppen in Connecticut, 1938, Aufnahme von Sheldon Dick

Der Osten Connecticuts lag auf der Ostseite des Hurrikans. Long Island wirkte für die Küste Connecticuts als Puffer gegen die schweren Ozeanwellen, doch auch das Wasser des Long Island Sounds stieg in bis dahin unvorstellbare Höhe. Kleinere Küstenstädtchen östlich von New Haven wurden durch Wasser und Wind fast völlig zerstört. Bis heute ist der Hurrikan von 1938 die schlimmste Naturkatastrophe in der 350-jährigen Geschichte Connecticuts.
In den Küstenorte Clinton, Westbrook und Old Saybrook fanden sich die Trümmer von Gebäuden auf den Straßen. Die Schauspielerin Katharine Hepburn schrieb in ihren 1991 erschienenen Memoiren, dass sie von ihrem Strandhaus in Old Saybrook durch das Wasser in Sicherheit gewatet sei und fast ihre gesamte Habe verloren ging oder zerstört wurde. Auch in Old Lyme wurden Häuschen am Strand vom Wind dem Erdboden gleichgemacht oder von den Wellen davongespült. In Stonington wurden Häuser von ihren Fundamenten gehoben und drei Kilometer weit ins Landesinnere geschwemmt. Hilfsmannschaften fanden auf der Suche nach Überlebenden in Mystic lebende Fische und Krabben in Schubladen und Schränken.
New London wurde zuerst durch den Wind und die Sturmflut in Mitleidenschaft gezogen, später geriet das Geschäftsviertel an der Uferpromenade in Brand und brannte zehn Stunden lang völlig außer Kontrolle. Stattliche Häuser am Ocean Beach wurden von der Sturmflut eingeebnet. Das 240 Tonnen schwere Feuerschiff, das an der Einfahrt zum New London Harbor verankert war, fand sich später einige Kilometer entfernt auf einer Sandbank.
Die Teile des Bundesstaates im Hinterland erfuhren großräumige Überschwemmungen, da der Starkregen des Hurrikans auf bereits durchnässtes Erdreich fiel. Der Connecticut River trat über die Ufer und überschwemmte Städte und Ortschaften zwischen Hartford und Middletown.

### Massachusetts
Das Auge des Sturms folgte dem Tal des Connecticut Rivers nordwärts nach Massachusetts, wo infolge von Sturmschäden und Überschwemmungen 99 Personen das Leben verloren. Insgesamt stieg der Fluss 1,8–3 m über die Hochwasserlinie und verursachte wesentliche Schäden. Bis zu 150 mm Niederschlag fielen im Westen des Bundesstaates, die sich zu den 100 mm Niederschlag summierten, die in der Gegend einige Tage zuvor niedergegangen waren. Einwohner von Ware waren einige Tage von der Außenwelt abgeschnitten und auf die Versorgung mit aus der Luft abgeworfenen Gütern angewiesen. Nach dem Rückzug der Flut war die Hauptstraße des Ortes löchrig wie Käse.
Im Osten des Bundesstaates setzte die Sturmflut Falmouth und New Bedford fast 2,5 m hoch unter Wasser. Zwei Drittel der Boote im Hafen von New Bedford sanken im Sturm. Das Blue Hills Observatory zeichnete andauernde Windgeschwindigkeiten von 195 km/h auf und registrierte eine Spitzenbö mit 299 km/h.
Die Strecke der New Haven Railroad zwischen New Haven und Providence wurde besonders schwer getroffen, da zahlreiche Brücken entlang der Shore Line zerstört oder unterspült wurden.

### Vermont
Der Hurrikan erreichte Vermont gegen 18:00 Uhr. Winde in Orkanstärke führten auch in Vermont zu umfangreichen Schäden an Bäumen, Häusern und Stromleitungen. Mehr als 3200 km öffentliche Straßen wurden durch umgestürzte Bäume und Strommasten blockiert und bei einigen der betroffenen Straßen dauerte es Monate, wieder für den Verkehr geöffnet werden konnten. Trotz der Schäden, die der Hurrikan in Vermont anrichtete, wurden in dem Bundesstaat nur fünf Personen getötet.

### New Hampshire

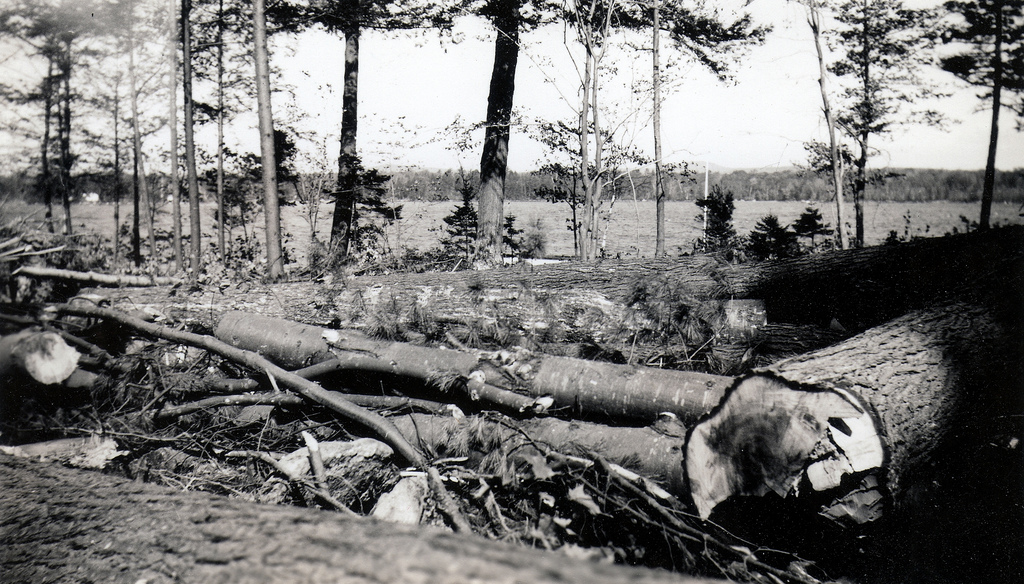
Schäden in den Kiefernwäldern bei Wolfeboro, New Hampshire, 1938, Foto von Peter Roome

Obwohl das Sturmzentrum weiter westlich durch Vermont zog, wurde auch in New Hampshire erheblicher Schaden angerichtet. Wie in Vermont, riss der Wind auch dort unzählige Bäume und Stromleitungen um, doch die Niederschlagsmengen waren niedriger als in anderen betroffenen Bundesstaaten. In Peterborough wurde der Schaden mit 500.000 US-Dollar (1938; in heutigen Preisen 9,617 Millionen US-Dollar) beziffert. Die Schäden umfassten zehn zerstörte Brücken und der größte Teil der unteren Downtown, die niederbrannte, weil Feuerwehrleute den Brandherd nicht erreichen konnten. Auch andere Ortschaften verzeichneten Forstschäden. In New Hampshire töteten die Auswirkungen des Hurrikans 13 Personen.

### Maine
Der Schaden in Maine beschränkte sich weitgehend auf umgestürzte Bäume und Stromausfälle. Die Sturmflut war hier gering und die Winde blieben unterhalb der Orkanstärke. Sturmbedingt kam es in Maine nicht zu Toten.

### Kanada
Der über Land sich zu einem außertropischen Tief wandelnde Sturm zog in den Süden Québecs. Als das System Kanada erreichte, erzeugte es zunächst noch heftigen Regen und sehr starke Winde, doch die Einwirkungen des Landes forderten dem Sturm Tribut ab. Dennoch riss der Wind auch in Québec zahlreiche Bäume um. Abgesehen davon waren die Schäden minimal.

### Hurrikane in Neuengland nach 1938
Im Gegensatz zu der langen Spanne relativ geringer Hurrikanaktivität in Neuengland, die dem Hurrikan von 1938 vorausging, zeigte sich die Region häufiger von Hurrikanen betroffen und wurde von einer Reihe starker Hurrikane getroffen. Zu den folgenschwersten davon zählten der Great Atlantic Hurricane of 1944, Hurrikan Carol, Hurrikan Edna und Hurrikan Hazel (alle 1954), das schwere Überschwemmungen verursachende Resttief von Hurrikan Connie, Hurrikan Diane, Hurrikan Ione (alle 1955), Hurrikan Donna (1960), Hurrikan Gloria (1985) und als bisher letztes System Hurrikan Bob (1991).

## Bibliographie
- Everett S. Allen: A Wind To Shake The World. Little & Brown, Boston 1976, ISBN 0-316-03426-6.
- Cherie Burns: The Great Hurricane: 1938. Atlantic Monthly Press, New York 2005, ISBN 0-87113-893-X.
- Goudsouzian, Aram. The Hurricane of 1938. Commonwealth Editions, 2004.
- R. A. Scotti: Sudden Sea: The Great Hurricane of 1938. Little & Brown, Boston 2003, ISBN 0-316-73911-1.